# Adam Garcia
Adam Garcia, Adam Gabriel Garcia, född 1 juni 1973 i Wahroonga, New South Wales, är en australisk skådespelare. Hans far är colombian.

## Filmografi
- 1997 - Wilde - Jones
- 2000 - Bootmen - Sean Odken
- 2000- Coyote Ugly - Kevin O'Donnell
- 2001 - Pojkarna i mitt liv - Jason Donofrio
- 2002 - The First $20 Million Is Always the Hardest - Andy Kasper
- 2004 - Tonårsliv - Stu Wolff
- 2021 - Afterlife of the Party - Howie